# Yang Peiyi

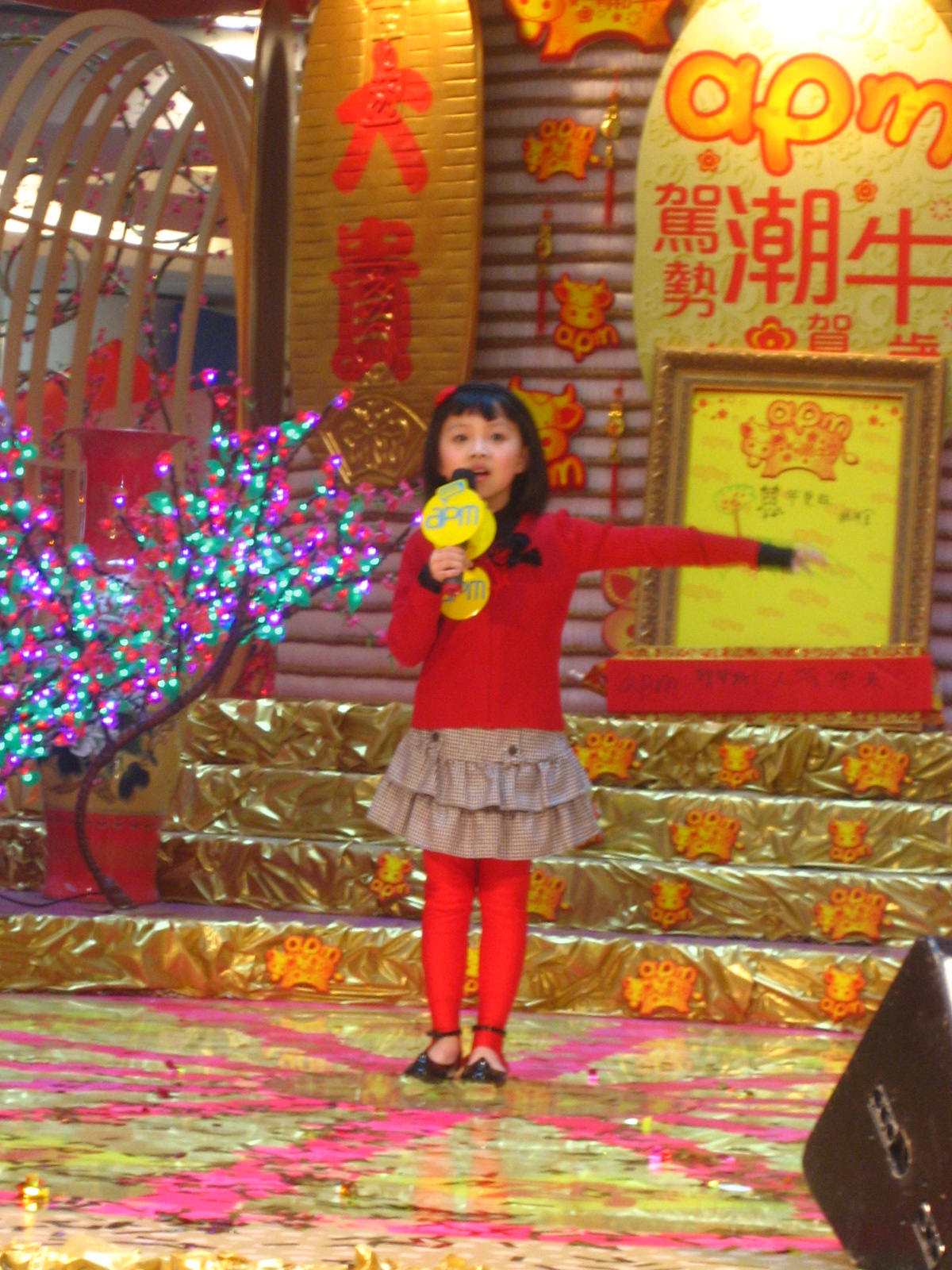
Yang Peiyi

Yang Peiyi (杨培义.Pequim, 21 de fevereiro de 2001) é uma cantora chinesa.
Yang tornou-se notória por ser a verdadeira intérprete da canção "Hymn to the Motherland" (Ode a mãe Terra), tema da Cerimônia de abertura dos Jogos Olímpicos de Verão de 2008, que teoricamente foi cantada por Lin Miaoke. Yang foi a vencedora de um concurso que escolheria a criança perfeita para cantar na abertura dos Jogos. Porém, por não apresentar uma "boa imagem" (seus dentes anteriores são maiores do que os da frente), ela gravou a música, que foi dublada por Lin Miaoke (que já possuía certa fama na China por já ter feito alguns comerciais para televisão) na Cerimônia de abertura dos Jogos. Chen Qigang, diretor musical da cerimônia, disse que Yang teve de cantar a canção nos bastidores "por motivos de interesse nacional. A menina teria que aparecer perfeita na frente das câmeras, seus sentimentos, sua expressão, e Lin é excelente nesses aspectos".
Em outubro de 2009, Yang interpretou duas canções (uma delas foi feita sob medida para o poema Looking up at the Starry Sky, escrito pelo premiê chinês Wen Jiabao) no "Cultural Show in Celebration of the 60th Anniversary of the Founding of the People's Republic of China" (香港同胞慶祝中華人民共和國成立六十週年文藝晚會), junto a Jacky Cheung, Yao Jue e León Ko.